# Puchar Świata w short tracku 2012/2013
Puchar Świata w short tracku 2012/2013 jest to 16. edycja zawodów w short tracku. Zawodnicy podczas tego sezonu wystąpią w sześciu zawodach tego cyklu rozgrywek. Rywalizacja rozpoczęła się w Calgary 19 października 2012 roku, a zakończyła w Dreźnie 9 lutego 2013 roku.

## Kalendarz Pucharu Świata

### Mężczyźni
| Lp.                                     | Miejscowość | Data                 | Konkurencja           | 1 miejsce          | 2 miejsce           | 3 miejsce           |
| --------------------------------------- | ----------- | -------------------- | --------------------- | ------------------ | ------------------- | ------------------- |
| 1. PŚ                                   | Calgary     | 23 października 2012 | 500 metrów            | John Robert Celski | Charles Hamelin     | John-Henry Krueger  |
| 1. PŚ                                   | Calgary     | 22 października 2012 | 1000 metrów (1)       | Władimir Grigorjew | Olivier Jean        | John Robert Celski  |
| 1. PŚ                                   | Calgary     | 22 października 2012 | 1000 metrów (2)       | Wiktor An          | Michael Gilday      | Kwak Yoon-gy        |
| 1. PŚ                                   | Calgary     | 23 października 2012 | 1500 metrów           | Noh Jin-kyu        | Kwak Yoon-gy        | Charles Hamelin     |
| 1. PŚ                                   | Calgary     | 23 października 2012 | 5000 metrów drużynowo | Korea Południowa   | Rosja               | Kanada              |
| 2. PŚ                                   | Montreal    | 27 października 2012 | 500 metrów (1)        | Liang Wenhao       | Charles Hamelin     | Olivier Jean        |
| 2. PŚ                                   | Montreal    | 27 października 2012 | 1500 metrów           | Noh Jin-kyu        | John Robert Celski  | Siemion Jelistratow |
| 2. PŚ                                   | Montreal    | 28 października 2012 | 500 metrów (2)        | Guillaume Bastille | Michael Gilday      | Liam McFarlane      |
| 2. PŚ                                   | Montreal    | 28 października 2012 | 1000 metrów           | Kwak Yoon-gy       | Charles Hamelin     | Noh Jin-kyu         |
| 2. PŚ                                   | Montreal    | 28 października 2012 | 5000 metrów drużynowo | Korea Południowa   | Chiny               | Stany Zjednoczone   |
| 3. PŚ                                   | Nagoja      | 1 grudnia 2012       | 1000 metrów           | Wiktor An          | John Robert Celski  | Noh Jin-kyu         |
| 3. PŚ                                   | Nagoja      | 1 grudnia 2012       | 1500 metrów (1)       | Kim Byeong-jun     | Sin Da-woon         | Charles Hamelin     |
| 3. PŚ                                   | Nagoja      | 2 grudnia 2012       | 500 metrów            | Robert Seifert     | Charles Hamelin     | Travis Jayner       |
| 3. PŚ                                   | Nagoja      | 2 grudnia 2012       | 1500 metrów (2)       | Noh Jin-kyu        | Sin Da-woon         | Sjinkie Knegt       |
| 3. PŚ                                   | Nagoja      | 2 grudnia 2012       | 5000 metrów drużynowo | Korea Południowa   | Holandia            | Chiny               |
| 4. PŚ                                   | Szanghaj    | 8 grudnia 2012       | 1000 metrów (1)       | Kwak Yoon-gy       | Liang Wenhao        | Niels Kerstholt     |
| 4. PŚ                                   | Szanghaj    | 8 grudnia 2012       | 1500 metrów           | Wiktor An          | Noh Jin-kyu         | Guillaume Bastille  |
| 4. PŚ                                   | Szanghaj    | 9 grudnia 2012       | 500 metrów            | Charles Hamelin    | Władimir Grigorjew  | Wu Dajing           |
| 4. PŚ                                   | Szanghaj    | 9 grudnia 2012       | 1000 metrów (2)       | Kwak Yoon-gy       | Wiktor Ahn          | Noh Jin-kyu         |
| 4. PŚ                                   | Szanghaj    | 9 grudnia 2012       | 5000 metrów drużynowo | Korea Południowa   | Holandia            | Kanada              |
| 17. Mistrzostwa Europy 2013 – Malmö     |             |                      |                       |                    |                     |                     |
| 5. PŚ                                   | Soczi       | 2 lutego 2013        | 500 metrów (1)        | Charles Hamelin    | Wu Dajing           | Władimir Grigorjew  |
| 5. PŚ                                   | Soczi       | 2 lutego 2013        | 1500 metrów           | Noh Jin-kyu        | Kim Yun-yae         | Kwak Yoon-gy        |
| 5. PŚ                                   | Soczi       | 3 lutego 2013        | 500 metrów (2)        | Wu Dajing          | Ju Jiyang           | Władimir Grigorjew  |
| 5. PŚ                                   | Soczi       | 3 lutego 2013        | 1000 metrów           | Charles Hamelin    | Siemion Jelistratow | John Robert Celski  |
| 5. PŚ                                   | Soczi       | 3 lutego 2013        | 5000 metrów drużynowo | Rosja              | Holandia            | Chiny               |
| 6. PŚ                                   | Drezno      | 9 lutego 2013        | 1000 metrów           | Liang Wenhao       | Charle Cournoyer    | Wiktor An           |
| 6. PŚ                                   | Drezno      | 9 lutego 2013        | 1500 metrów (1)       | Sin Da-woon        | John Robert Celski  | Guillaume Bastille  |
| 6. PŚ                                   | Drezno      | 10 lutego 2013       | 500 metrów            | Liang Wenhao       | Wu Dajing           | Niels Kerstholt     |
| 6. PŚ                                   | Drezno      | 10 lutego 2013       | 1500 metrów (2)       | Noh Jin-kyu        | Kim Yun-yae         | Wiktor Ahn          |
| 6. PŚ                                   | Drezno      | 10 lutego 2013       | 5000 metrów drużynowo | Korea Południowa   | Holandia            | Rosja               |
| 38. Mistrzostwa Świata 2013 – Debreczyn |             |                      |                       |                    |                     |                     |

#### Klasyfikacje
| Lp. | Zawodnik           | Punkty |
| --- | ------------------ | ------ |
| 1.  | Charles Hamelin    | 4400   |
| 2.  | Wu Dajing          | 3650   |
| 3.  | Liang Wenhao       | 2731   |
| 4.  | Władimir Grigorjew | 2653   |
| 5.  | Robert Seifert     | 2056   |
| 6.  | Guillaume Bastille | 1820   |
| 7.  | Kim Byeong-jun     | 1780   |
| 8.  | Francois Hamelin   | 1454   |
| 9.  | Niels Kerstholt    | 1402   |
| 10. | Ju Jiyang          | 1392   |

| Lp. | Zawodnik           | Punkty |
| --- | ------------------ | ------ |
| 1.  | Kwak Yoon-gy       | 4023   |
| 2.  | Wiktor Ahn         | 3812   |
| 3.  | Noh Jin-kyu        | 3456   |
| 4.  | John Robert Celski | 2592   |
| 5.  | Liang Wenhao       | 2528   |
| 6.  | Charles Hamelin    | 2210   |
| 7.  | Michael Gilday     | 1882   |
| 8.  | Władimir Grigorjew | 1329   |
| 9.  | Olivier Jean       | 1253   |
| 10. | Freek van der Wart | 1181   |

| Lp. | Zawodnik            | Punkty |
| --- | ------------------- | ------ |
| 1.  | Noh Jin-kyu         | 5800   |
| 2.  | Wiktor Ahn          | 3336   |
| 3.  | Sin Da-woon         | 2928   |
| 4.  | Siemion Jelistratow | 2418   |
| 5.  | Guillaume Bastille  | 2072   |
| 6.  | Kim Yun-yae         | 1974   |
| 7.  | John Robert Celski  | 1862   |
| 8.  | Michael Gilday      | 1778   |
| 9.  | Kwak Yoon-gy        | 1768   |
| 10. | Rusłan Zacharow     | 1412   |

| Lp. | Zawodnik          | Punkty |
| --- | ----------------- | ------ |
| 1.  | Korea Południowa  | 4000   |
| 2.  | Holandia          | 3200   |
| 3.  | Rosja             | 2952   |
| 4.  | Chiny             | 2592   |
| 5.  | Kanada            | 2100   |
| 6.  | Wielka Brytania   | 1704   |
| 7.  | Stany Zjednoczone | 1346   |
| 8.  | Japonia           | 1328   |
| 9.  | Niemcy            | 997    |
| 10. | Francja           | 865    |

|  |

### Kobiety
| Lp.                                     | Miejscowość | Data                 | Konkurencja           | 1 miejsce        | 2 miejsce          | 3 miejsce          |
| --------------------------------------- | ----------- | -------------------- | --------------------- | ---------------- | ------------------ | ------------------ |
| 1. PŚ                                   | Calgary     | 23 października 2012 | 500 metrów            | Wang Meng        | Liu Qiuhong        | Arianna Fontana    |
| 1. PŚ                                   | Calgary     | 22 października 2012 | 1000 metrów (1)       | Lee So-youn      | Elise Christie     | Liu Qiuhong        |
| 1. PŚ                                   | Calgary     | 22 października 2012 | 1000 metrów (2)       | Shim Suk-hee     | Marie-Ève Drolet   | Kim Min-jung       |
| 1. PŚ                                   | Calgary     | 23 października 2012 | 1500 metrów           | Shim Suk-hee     | Cho Ha-ri          | Li Jianrou         |
| 1. PŚ                                   | Calgary     | 23 października 2012 | 3000 metrów drużynowo | Korea Południowa | Chiny              | Japonia            |
| 2. PŚ                                   | Montreal    | 27 października 2012 | 500 metrów (1)        | Wang Meng        | Jessica Gregg      | Liu Qiuhong        |
| 2. PŚ                                   | Montreal    | 27 października 2012 | 1500 metrów           | Shim Suk-hee     | Cho Ha-ri          | Li Jianrou         |
| 2. PŚ                                   | Montreal    | 28 października 2012 | 500 metrów (2)        | Jessica Gregg    | Marianne St-Gelais | Caroline Truchon   |
| 2. PŚ                                   | Montreal    | 28 października 2012 | 1000 metrów           | Valerie Maltais  | Elise Christie     | Cho Ha-ri          |
| 2. PŚ                                   | Montreal    | 28 października 2012 | 3000 metrów drużynowo | Chiny            | Kanada             | Japonia            |
| 3. PŚ                                   | Nagoja      | 1 grudnia 2012       | 1000 metrów           | Elise Christie   | Kim Min-jung       | Lee Soyoun         |
| 3. PŚ                                   | Nagoja      | 1 grudnia 2012       | 1500 metrów (1)       | Shim Suk-hee     | Park Seung-hi      | Cho Ha-ri          |
| 3. PŚ                                   | Nagoja      | 2 grudnia 2012       | 500 metrów            | Wang Meng        | Liu Qiuhong        | Shim Suk-hee       |
| 3. PŚ                                   | Nagoja      | 2 grudnia 2012       | 1500 metrów (2)       | Lee So-youn      | Elise Christie     | Kong Xue           |
| 3. PŚ                                   | Nagoja      | 2 grudnia 2012       | 3000 metrów drużynowo | Korea Południowa | Holandia           | Chiny              |
| 4. PŚ                                   | Szanghaj    | 8 grudnia 2012       | 1000 metrów (1)       | Park Seung-hi    | Wang Meng          | Elise Christie     |
| 4. PŚ                                   | Szanghaj    | 8 grudnia 2012       | 1500 metrów           | Shim Suk-hee     | Li Jianrou         | Cho Ha-ri          |
| 4. PŚ                                   | Szanghaj    | 9 grudnia 2012       | 500 metrów            | Wang Meng        | Fan Kexin          | Marianne St-Gelais |
| 4. PŚ                                   | Szanghaj    | 9 grudnia 2012       | 1000 metrów (2)       | Shim Suk-hee     | Li Jianrou         | Kim Min-jung       |
| 4. PŚ                                   | Szanghaj    | 9 grudnia 2012       | 3000 metrów drużynowo | Chiny            | Japonia            | Włochy             |
| 17. Mistrzostwa Europy 2013 – Malmö     |             |                      |                       |                  |                    |                    |
| 5. PŚ                                   | Soczi       | 2 lutego 2013        | 500 metrów (1)        | Meng Wang        | Arianna Fontana    | Liu Qiuhong        |
| 5. PŚ                                   | Soczi       | 2 lutego 2013        | 1500 metrów           | Shim Suk-hee     | Li Jianrou         | Elise Christie     |
| 5. PŚ                                   | Soczi       | 3 lutego 2013        | 500 metrów (2)        | Fan Kexin        | Arianna Fontana    | Gabrielle Waddel   |
| 5. PŚ                                   | Soczi       | 3 lutego 2013        | 1000 metrów           | Park Seung-hi    | Elise Christie     | Shim Suk-hee       |
| 5. PŚ                                   | Soczi       | 3 lutego 2013        | 3000 metrów drużynowo | Chiny            | Kanada             | Włochy             |
| 6. PŚ                                   | Drezno      | 9 lutego 2013        | 1000 metrów           | Shim Suk-hee     | Lee So-youn        | Park Seung-hi      |
| 6. PŚ                                   | Drezno      | 9 lutego 2013        | 1500 metrów (1)       | Elise Christie   | Kim Min-jung       | Marie-Ève Drolet   |
| 6. PŚ                                   | Drezno      | 10 lutego 2013       | 500 metrów            | Wang Meng        | Marianne St-Gelais | Liu Qiuhong        |
| 6. PŚ                                   | Drezno      | 10 lutego 2013       | 1500 metrów (2)       | Shim Suk-hee     | Kim Min-jung       | Li Jianrou         |
| 6. PŚ                                   | Drezno      | 10 lutego 2013       | 3000 metrów drużynowo | Holandia         | Kanada             | Chiny              |
| 38. Mistrzostwa Świata 2013 – Debreczyn |             |                      |                       |                  |                    |                    |

#### Klasyfikacje
| Lp. | Zawodnik           | Punkty |
| --- | ------------------ | ------ |
| 1.  | Wang Meng          | 6000   |
| 2.  | Liu Qiuhong        | 3730   |
| 3.  | Fan Kexin          | 3562   |
| 4.  | Marianne St-Gelais | 3372   |
| 5.  | Arianna Fontana    | 2722   |
| 6.  | Jessica Gregg      | 2312   |
| 7.  | Tatiana Borodulina | 1817   |
| 8.  | Caroline Truchon   | 1725   |
| 9.  | Gabrielle Waddell  | 1296   |
| 10. | Park Seung-hi      | 1156   |

| Lp. | Zawodnik        | Punkty |
| --- | --------------- | ------ |
| 1.  | Elise Christie  | 4552   |
| 2.  | Shim Suk-hee    | 3640   |
| 3.  | Park Seung-hi   | 2640   |
| 4.  | Lee So-youn     | 2475   |
| 5.  | Liu Qiuhong     | 2444   |
| 6.  | Kim Min-jung    | 2300   |
| 7.  | Valerie Maltais | 2298   |
| 8.  | Yui Sakai       | 1909   |
| 9.  | Meng Wang       | 1605   |
| 10. | Li Jianrou      | 1541   |

| Lp. | Zawodnik         | Punkty |
| --- | ---------------- | ------ |
| 1.  | Shim Suk-hee     | 6000   |
| 2.  | Li Jianrou       | 3548   |
| 3.  | Kim Min-jung     | 3136   |
| 4.  | Cho Ha-ri        | 2880   |
| 5.  | Elise Christie   | 2440   |
| 6.  | Marie-Ève Drolet | 2165   |
| 7.  | Kong Xue         | 1843   |
| 8.  | Olga Beljakowa   | 1582   |
| 9.  | Valerie Maltais  | 1518   |
| 10. | Jorien ter Mors  | 1220   |

| Lp. | Zawodnik          | Punkty |
| --- | ----------------- | ------ |
| 1.  | Chiny             | 4000   |
| 2.  | Kanada            | 2912   |
| 3.  | Korea Południowa  | 2824   |
| 4.  | Japonia           | 2720   |
| 5.  | Włochy            | 2100   |
| 6.  | Holandia          | 1734   |
| 7.  | Rosja             | 1614   |
| 8.  | Stany Zjednoczone | 1328   |
| 9.  | Węgry             | 1000   |
| 10. | Polska            | 713    |

|  |